# Васькин, Александр Анатольевич
Алекса́ндр Анато́льевич Ва́ськин (род. 29 августа 1975, Москва) — российский писатель, журналист, историк, москвовед, автор и ведущий программ на радио «Орфей».
Член Союза писателей Москвы. Лауреат Всероссийской историко-литературной премии «Александр Невский»(2019), Горьковской литературной премии (2009), премии «Сорок сороков» историко-культурного общества «Московские древности» (2012). Финалист премии «Просветитель» (2013) и член неформального Совета премии. Лауреат конкурсов «Лучшие книги года», «Моя Малая родина», «Золотой Витязь», «Слава России». Член Союза журналистов Москвы. Член Большого жюри Национальной литературной премии «Писатель года».

## Биография

Александр Васькин, 2011

Родился 29 августа 1975 года в Москве.
В 1997 году с отличием окончил Московский государственный университет печати. Окончил аспирантуру, в 2000 году защитил диссертацию на соискание учёной степени кандидата экономических наук.
Автор книг, статей, теле и радиопередач по истории Москвы. Публикуется в различных изданиях — «Новый мир», «Вопросы литературы», «Знамя», «Дружба народов», «Новая Юность», «Урал», «Литературная учёба», «Московский журнал», «Москва», «Московское наследие», «Историк», «Наука и жизнь», «Литературная газета», «Независимая газета», «Вечерняя Москва», «Литературная Россия», «Российская газета», «Тверская, 13», «Московский комсомолец» и др. Активно выступает в защиту культурного и исторического наследия Москвы на телевидении и радио. Ведёт просветительскую работу, читает лекции в Политехническом музее, Музее архитектуры им. Щусева, Ясной Поляне, в рамках проектов «Книги в парках», «Библионочь», «Бульвар читателей» и т. д. С 2014 года — ведущий радиопрограмм «Музыкальные маршруты» и «Шум времени» на радио «Орфей».
Книги А. Васькина удостоены ряда литературных премий, а также неоднократно включались в топ-лист лучших книг Международной ярмарки интеллектуальной литературы Non/fiction, а также признавались лучшими книгами года в рейтинге «Независимой газеты»

## Отзывы критиков
Следует признать, книга Александра Васькина — несомненная удача. Она даёт полноценную картину московской жизни, в ней всё работает на то, чтобы донести до читателя атмосферу, которая окончательно погребена под тротуарной плиткой нового времени и засвечена ярмарочными гирляндами на том же старом Арбате, на бульварах и площадях. Читатель узнаёт о Москве того времени практически всё — от московской власти (Екатерине Фурцевой, Петре Демичеве и Викторе Гришине) до московского досуга, театров, кино. Особенно интересен в изложении московский быт, жизнь московских фарцовщиков, общепита, а также то, что носили москвичи, как они справляли праздники, как развивалась московская культура — от знаменитой выставки в Манеже, на которой Хрущёв выдал своё знаменитое «Рисуют какую-то жопу!», до не менее знаменитой Бульдозерной выставки 1974 года. Что очень важно, автор даёт картину и московского фольклора, ядовитого, возможно более язвительного, чем петербуржский, но показывающего московскую повседневность человечной и очень узнаваемой.

В книге нет ни капли воды, про каждый абзац можно бежать расспрашивать папу или бабушку, а если вы и сами застали те времена, то наверняка всё равно что-то новое для себя откроете — автор даёт такой глубокий срез общества, что это подлинно энциклопедическое произведение: весь мир от генсеков до забулдыг вроде сантехника Афони на основе документов, мемуаров, протоколов милиции и даже вполне смешных советских анекдотов. Редкий случай, когда книга настолько насыщенна, интересна и легко написана.

Книга историка, москвоведа Александра Васькина — классическая научно-художественная биография, одна из лучших за последнее время в легендарной отечественной серии ЖЗЛ, «Жизнь замечательных людей». Это ни в коей мере не разъедающий современную биографическую литературу метод copy-past. Васькин-историк именно реконструирует на основе впечатляющей источниковой базы жизнь и творчество Шухова.

Вновь приятно удивил заслуженный москвовед столицы Александр Васькин, неустанно возвращающий нам «дым Отечества». Его очередная книга — «Москва 1812 года глазами русских и французов» (Издательство «Спутник +») — на сей раз посвящена событиям двухсотлетней давности, а название говорит само за себя. Пожары в Москве, после варварского нашествия французов в Первопрестольную… Но не только. В книге освещены самые разные исторические аспекты… И всё это сумел собрать, сконструировать, запечатлеть после многолетнего перерыва в отечественной истории Александр Васькин, всё время поражающий меня глубокими знаниями старины. А каковы его комментарии к воспоминаниям! Они порой ещё более интересны и занимательны, чем сами мемуары участников тех событий. Я их иногда прочитывал по нескольку раз, чтобы основательнее понять суть происходящего. А ещё ведь есть в книге и справочный аппарат, например, указатель зданий и улиц Москвы того времени, и многое другое, что также представляет немалую ценность для историков.

Новая книга известного историка Москвы Александра Васькина посвящена тому, как жили в Москве самые разные люди в недавние советские времена, как они работали и отдыхали, на что тратили зарплату. Здесь вы найдёте уже подзабытые очереди за продуктами, узнаете или вспомните, как доставали билеты на концерты и спектакли, где и у кого покупали модные вещи. А ещё Александр Васькин рассказывает, как отличить речь той эпохи. Для этого он даже создал словарь московского быта. Почти 700-страничный труд историка подкреплён мини-словариком уже практически забытого сленга и списком цен на продукты, товары и услуги. Это не культурологическая работа и не научная монография. Это исследование быта с огромным количеством подробностей. Автор отталкивается от статьи молодого тогда ещё Габриэля Маркеса, потрясенного безумными контрастами СССР во время Фестиваля молодёжи и студентов 1957 года. Васькин использует тот же приём контрастов: подмосковные дачи богемы с каминами и коллекциями икон рядом с шестью сотками, хозяева которых ночуют в сколоченных из досок или фанеры сарайчиках, оберегая выращенные огурцы и картошку от соседей и незваных гостей. А ещё автор напоминает нам, как состоялось открытие ресторана «Прага», где вернувшийся из Парижа академик Капица заказывал устриц. А министр культуры Екатерина Фурцева — тоже символ эпохи, обожавшая песню «Купите бублики», на банкете после вручения Госпремий просит Святослава Рихтера ей подыграть … А ещё приём в пионеры и октябрята, первые стиляги на улице Горького, тревожащий нас и сегодня квартирный вопрос, русский рок, цирк и ботинки «Прощай, молодость». Здесь же анекдоты, частушки, смешные выдуманные и реальные истории — всё то, чем жила и о чём шепталась Москва. Для кого-то эта книга станет открытием, кому-то вспомнится собственная молодость. Но в любом случае — это возможность запомнить и соотнести многие детали нашей недавней и уже почти забытой жизни с современностью. Со всеми плюсами и минусами.

Для тех, кто интересуется архитектурой Москвы XX века, книга Александра Васькина — просто клад. Без зданий Щусева невозможно представить российскую столицу. Помимо упомянутых Мавзолея и Покровского собора, это и Казанский вокзал, ставший «манифестом евразийства» в архитектуре, и новый корпус Третьяковской галереи, и многоэтажные жилые дома на набережных и проспектах, и роскошный подземный дворец станции «Комсомольская-кольцевая». С годами, пишет Васькин, «Щусев перестал принадлежать самому себе, а фамилия его превратилась в своего рода бренд…» В этом бренде воплощены все перипетии биографии «зодчего всея Руси». Новая книга проливает свет на многие её страницы, прежде остававшиеся затемнёнными.

Уникальную возможность читателям предоставляет автор книги «Волхонка. Знаменка. Ленивка. Прогулки по Чертолью» известный писатель и историк Александр Васькин. Это произведение действительно напоминает экскурсию, к тому же очень неспешную, обстоятельную по улочкам древнейшего района Москвы, когда-то называвшегося Чертольем… Кроме известных фактов, автор рассказывает и о малоизвестных деталях, благодаря чему история этого места читается просто как захватывающий детектив. Жанр этой книги определить не просто. Беря за основу то или иное московское местечко, автор не ограничивается только москвоведением. Отталкиваясь от какой-то фактуры, он расширяет своё поле зрения и рассказывает про историю страны, про жизнь выдающихся поэтов, писателей, художников, про развитие искусства и про многое другое. Получается настоящее погружение в атмосферу отечественной культуры. И так происходит почти в каждой главе. Книга получилась глубокой и разносторонней, поэтому почерпнуть из неё можно многое. И тут уже всё зависит от самого читателя, насколько он будет усидчив, внимателен и сосредоточен, общаясь с книгой про Чертолье.

… Это и замечательный путеводитель по современной (я подчёркиваю!) столице, который можно взять с собой вместе с картой Москвы и отправиться в увлекательное «точечное» путешествие. Тем более, что преодолеть этот маршрут при желании можно за один день — ведь проживал Толстой хотя и во многих домах, но, во-первых, не все они сохранились, а во-вторых, те, что сохранились, расположены в пределах современного центра. Это и очень достойный справочник для будущих толстовских биографов да и просто — любителей Толстого и его жизни, а жизнь Толстого не менее интересное произведение, чем его художественные тексты.
— Павел Басинский о книге «Московские адреса Льва Толстого»

В книге А. Васькина город даётся с детализацией до отдельного дома и отдельного исторического лица… А Москва предстаёт перед читателем не только в туманной дымке меланхолических воспоминаний о безвозвратно ушедшей натуре, но и в своём нынешнем облике: плох он или хорош, но ведь на дворе уже новое тысячелетие.

Как москвоведу Александру Васькину свойственна дотошность, как писателю — исторический взгляд. Если он взялся за тему, то, будьте уверены, узнает такие детали, о которых мы даже не предполагали. Настоящий исследователь Александр Васькин перекопал сотни документов в архивах. чтобы представить нам описания событий прошлых веков.

«Сталинские небоскрёбы» Александра Васькина не просто история (хотя и безумно интересная; весьма занимательны, например, архитектурные параллели с нацистской Германией)… Ведь на смену сталинским домам пришли хрущобы. Дворец съездов в Кремле «напоминает Курский вокзал, а здание МХАТ на Тверском бульваре больше походит на мемориально-торжественный то ли крематорий, то ли колумбарий».

Книга москвоведа Александра Васькина и фотографа Юлии Назаренко — о том, что получилось, когда один грандиозный, но несбывшийся мегазамысел — Дворца Советов — рассыпался на семь более сдержанных, а потому счастливо состоявшихся проектов: так называемых сталинских высоток. Могло бы состояться и больше, да настоящий автор помер.

## Награды и премии
- 2009 — Горьковская литературная премия за книгу «От Волхонки до Знаменки»[24].
- 2009 — книга «Сталинские небоскребы: от Дворца Советов до высотных зданий» признана лучшей по рейтингу Независимой газеты Ex Libris за 2009 год.[25]
- 2009 — книга «От снесенного Военторга до сгоревшего Манежа» включена в Топ-лист Международной книжной выставки интеллектуальной литературы Non/fiction 2009[источник не указан 2052 дня].
- 2010 — книга «Чемодан-Вокзал-Москва. Чего мы не знаем о девяти московских вокзалах» признана лучшей по рейтингу Независимой газеты Ex Libris за 2010 год[источник не указан 2052 дня].
- 2010 — книга «Спасти Пушкинскую площадь» включена в Топ-лист Международной книжной выставки интеллектуальной литературы Non/fiction 2010[26].
- 2011 — лауреат Межрегионального конкурса «Моя малая родина» на лучшую лучшую публикацию, очерк, статью в области краеведения[27].
- 2011 — лауреат Московского творческого конкурса «Спасибо за жизнь!» на лучшую статью, посвященную 70-летию Битвы за Москву[28].
- 2011 — лауреат Московского открытого конкурса журналистов «Москва-медиа-2011»[29].
- 2011 — книга «Я не люблю московской жизни, или Что осталось от пушкинской Москвы» вошла в Топ-лист Международной книжной выставки интеллектуальной литературы Non/fiction 2011[30].
- 2011 — книга «Спасти Пушкинскую площадь» признана лучшей по рейтингу Независимой газеты Ex Libris за 2011 год.
- 2012 — присуждена премия «Сорок сороков»[4] за лучшую книгу о Москве (за книгу «Московские градоначальники»)[31].
- 2013 — лауреат конкурса «Лучшие книги года» 2012 за книгу «Москва, спаленная пожаром. Первопрестольная в 1812 году».
- 2013 — книга «Москва, спаленная пожаром. Первопрестольная в 1812 году» вошла в шорт-лист премии научно-популярной литературы «Просветитель»[32].
- 2013 — лауреат 4-го Международного литературного конкурса «Золотой Витязь» за книгу «Московские градоначальники»[33]
- 2014 — книга «В поисках лермонтовской Москвы» признана лучшей по рейтингу Независимой газеты Ex Libris за 2014 год.[источник не указан 2052 дня]
- 2015 — книга «Алексей Щусев. Зодчий Всея Руси» из серии «Жизнь замечательных людей» признана лучшей по рейтингу Независимой газеты Ex Libris за 2015 год.[источник не указан 2052 дня]
- 2016 — книга «Открывая Москву. Прогулки по самым красивым московским зданиям» вошла в Топ-лист Международной книжной выставки интеллектуальной литературы Non/fiction 2016[34].
- 2016 — книга «Путеводитель по пушкинской Москве» признана лучшей по рейтингу Независимой газеты Ex Libris за 2016 год и вошла в лонг-лист Бунинской премии[35].
- 2017 — книга «Повседневная жизнь советской столицы при Хрущеве и Брежневе» стала книгой месяца в книжном магазине «Москва»[36][значимость факта?] и признана лучшей по рейтингу Независимой газеты Ex Libris за 2017 год.[источник не указан 2052 дня]
- 2018 — книга «Пушкинские места России. От Москвы до Крыма» удостоена диплома конкурса «Лучшие книги года — 2017» Ассоциации книгоиздателей России в номинации «Лучшая книга о России (история, культура, современная жизнь страны и народов, её населяющих)»[37]
- 2019 — лауреат (специальная премия «Творцы»[38]) Всероссийской историко-литературной премии «Александр Невский» (учрежденной АО «Талион» и Союзом писателей России) «за вклад в дело сохранения исторического наследия России и памяти о ее героях, высокую духовную и гражданскую позицию»[39].
- 2021 — книга "История Отечества в русской живописи" удостоена Всероссийской историко-литературной премии «Александр Невский» в специальной номинации  «Наследие».[40].
- 2022 — альбом "Москва"  удостоен диплома конкурса «Лучшие книги года — 2021» Ассоциации книгоиздателей России в номинации «Лучшая книга о Москве»[41]
- 2023 — биография "Алексей Щусев. Архитектор № 1"  признана лучшей книгой в жанре non-fiction Независимой газетой Ex Libris за 2023 год[42]

## Основные работы
- Монастыри Москвы. Выпуск 1. Алексеевский, Андреевский, Богоявленский, Всехсвятский, Высокопетровский, Донской, Заиконоспасский, Зачатьевский, Златоустовский — М., 2001.
- Монастыри Москвы. Выпуск 2. Знаменский, Ивановский, Никитский, Николаевский, Николо-Перервинский — М., 2002.
- Монастыри Москвы. Выпуск 3. Никольский, Новодевичий, Новоспасский.— М., 2003.
- Монастыри Москвы. Выпуск 4. Покровский, Рождественский, Свято-Данилов, Свято-Казанский, Симоновский.— М., 2004.
- Монастыри Москвы. Выпуск 5. Скорбященский, Спасо-Андроников, Сретенский, Страстной, Вознесенский, Чудов.— М., 2004.
- Тверская улица и окрестности. — М., 2003.
- Московский университет на Моховой. — М., 2004.
- По шёлковой Воздвиженке, по замшевой Манежной. — М., 2005.
- Архитектура сталинских высоток. — М., 2006.
- От Тверской до улицы Горького и обратно по старой Москве. — М., 2006.
- Архитектура и история московских вокзалов. — М., 2007.
- От Волхонки до Знаменки. — М., 2008.
- От снесённого Военторга до сгоревшего Манежа. — М., 2009.
- Сталинские небоскрёбы: от Дворца Советов до высотных зданий. — М., 2010.
- Чемодан — вокзал — Москва. Чего мы не знаем о девяти московских вокзалах. — М., 2010.
- Я не люблю московской жизни, или Что осталось от пушкинской Москвы. — М., 2010.
- Васькин А. А. Спасти Пушкинскую площадь. — М.: Спутник+, 2011. — 240 с. — ISBN 978-5-9973-1000-4.
- Сталинские небоскрёбы: от Дворца Советов до высотных зданий. 2-е изд. — М., 2011.
- Московские адреса Льва Толстого. К 200-летию Отечественной войны 1812 года. — М., 2012[43].[44],
- Москва 1812 года глазами русских и французов. — М., 2012[45].
- Московские градоначальники 19 века в серии «Жизнь замечательных людей». — М., 2012[46].
- «Москва, спалённая пожаром. Первопрестольная в 1812 году». — М., 2012.
- «Москва при Романовых. К 400-летию царской династии Романовых». — М., 2013[47].
- «В поисках лермонтовской Москвы. К 200-летию со дня рождения М. Ю. Лермонтова». — М., 2014.
- «Алексей Щусев. Зодчий Всея Руси» в серии «Жизнь замечательных людей». — М., 2015.
- Сталинские небоскрёбы: от Дворца Советов до высотных зданий. 3-е изд. — М., 2015.
- Волхонка. Знаменка. Ленивка. Прогулки по Чертолью. — М., 2015[48].
- Тверская улица в домах и лицах.— М., 2015.[49].
- Путеводитель по пушкинской Москве.— М., 2016.
- Открывая Москву. Прогулки по самым красивым московским зданиям.— М., 2016.
- Очередь как форма советской жизни, или «В Москве хорошо лишь Гагарину Юрке да буфетчице Нюрке» // Глава из книги «Повседневная жизнь Москвы в 1950—1980-е годы» Новая Юность № 5(134), 2016.
- Пушкинские места России. От Москвы до Крыма.— М., 2017.
- Повседневная жизнь советской столицы при Хрущёве и Брежневе в серии «Живая история: Повседневная жизнь человечества». — М., 2017.
- Кутузовский проспект в серии «Легенды советской Москвы». — М., 2017.[50]
- Повседневная жизнь советской столицы при Хрущёве и Брежневе в серии «Живая история: Повседневная жизнь человечества». — М., 2018. 2-е издание.
- Узнай Москву. Исторические портреты московских достопримечательностей. — М., 2018.
- Исторический путеводитель по московским переулкам. Часть 1. Лаврушинский. Писательский переулок. — М., 2018.
- Сталинские небоскрёбы: от Дворца Советов до высотных зданий. 4-е изд. — М., 2018.
- «Владимир Шухов. Покоритель пространства» в серии «Жизнь замечательных людей». — М., 2018.[15]
- Повседневная жизнь советской богемы от Лили Брик до Галины Брежневой в серии «Живая история: Повседневная жизнь человечества». — М., 2019.
- Советская богема от Лили Брик до Галины Брежневой. — М.: Молодая гвардия, 2019.[51]
- Разгадай Москву. Десять исторических экскурсий по российской столице. — М., 2019.[52]
- Охотный ряд и Моховая. Прогулки под стенами Кремля. — М., 2019.[53]
- Советская богема от Лили Брик до Галины Брежневой. — 2-е изд., испр. — М.: Молодая гвардия, 2020.
- История Отечества в русской живописи. — М., 2020.
- Рассказы о жизни московских зданий и их обитателей. — М., 2020.
- Повседневная жизнь Большого театра от Фёдора Шаляпина до Майи Плисецкой в серии «Живая история: Повседневная жизнь человечества». — М., 2021.
- Лев в Москве. Толстовские места столицы. — М., 2021.
- Путешествие по пушкинской Москве. — М., 2021.
- Иллюстрированный фотоальбом "Москва". — М., 2021.
- Кутузовский проспект в серии «Легенды советской Москвы». 2-е изд. — М., 2022.
- Повседневная жизнь советских писателей от оттепели до перестройки в серии «Живая история: Повседневная жизнь человечества». — М., 2022.
- Гвардия советской литературы. Писательские будни и праздники от оттепели до перестройки. — М., 2022.
- Жили-были в Москве... Лермонтов, Гоголь, Чехов и Толстой. — М., 2023.
- Алексей Щусев. Архитектор № 1 в серии «Жизнь замечательных людей». — М., 2023.
- Новый Арбат в серии «Легенды советской Москвы». — М., 2023.
- Старый Арбат. Прогулки по центру Москвы. — М., 2023.
- Москва архитектора Щусева. — М., 2024.
- Писатели в столице. Окуджава и Чуковский, Солженицын и Твардовский, Трифонов и Казаков, Шпаликов и Михалков. — М., 2024.
- В переулках Арбата. Прогулки по центру Москвы. — М., 2025.